# 富士見書房
富士見書房（日語：富士見書房），是角川集團旗下以出版輕小說為主，兼發行雜誌、書籍的品牌。

## 概要
原是於1972年12月設立的角川書店分公司，在東京都千代田區富士見的角川書店土地上開始營運，公司便以此命名。1991年3月和角川書店合併，成為角川書店富士見事業部，但在2005年10月1日又成為獨立的公司。不過銷售功能依然依靠角川書店，後述漫畫雜誌單行本由角川書店發行，在2006年以前以角川書店的名義出版，2007年後以角川出版集團的名義出版，營運也依靠角川出版集團。
在從前官能小說和時代小說流行的時代，在擅長日本文學的角川系出版社中，以出版順應時代潮流的書籍為主。進入平成年代後，以富士見Fantasia文庫為中心出版輕小說並且將其跨媒體化，提升關聯商品的銷售量。從2007年開始，出版電影《裂口女》（口裂け女）的小說及《糖果子彈》的一般小說單行本，強化對一般成年讀者的吸引力。而平成時期開始發展的成人小說（Juvenile porno）類型，被認為是富士見書房的「富士見美少女文庫」所帶動的潮流，不過現已停止出版該系列。
2013年10月併入株式會社KADOKAWA成為社內品牌公司，株式會社富士見書房公司法人消滅。其後在2015年4月1日KADOKAWA廢止社內公司制，包括富士見書房在內的社內公司的業務被重整為數個事業局，「富士見書房」成為KADOKAWA旗下一個品牌名，官方推特亦在同年10月24日停用。2019年8月7日，月刊Dragon Age單獨開設官方網站，標誌著富士見書房旗下所有品牌都已轉移到有獨立功能變數名稱的網站，與此同時原富士見書房官方網站首頁變為只記載有旗下品牌官方網站地址的狀態。
此外，和富士美出版毫無關聯。

## 小說文庫
- 富士見Fantasia文庫 （輕小說）
- 富士見Mystery文庫 （輕小說, 推理小說）（2007年已廢刊）
- 富士見Dragon Book （桌上角色扮演遊戲）

以下文庫出版作品在2006年時已幾乎絕版。
- 團鬼六文庫
- 富士見文庫
- 富士見Dragon Novels
- 富士見時代小說文庫
- 富士見浪漫文庫（富士見ロマン文庫）
- 富士見美少女文庫

## 一般書籍
- Style-F

## 輕小說雜誌
- 月刊Dragon Magazine

輕小說雜誌中少數的月刊。創刊當時也有連載漫畫。
- Fantasia Battle Royale

月刊Dragon Magazine的增刊季刊。

## 漫畫雜誌
- 月刊Dragon Age

月刊Comic Dragon、月刊Dragon Junior合併後，在2003年4月創刊。
- Dragon Age Pure

月刊Dragon Age的增刊，而後雙月刊化。

## 俳句雜誌
- 月刊俳句研究

## 相關項目
- 角川集團
- 角川書店

## 外部連結
- 官方分流網站 （页面存档备份，存于）（日語）
- 的X（前Twitter）